# Iglesia de San Lorenzo (Ondátegui)
La iglesia de San Lorenzo es un edificio situado en el concejo español de Ondátegui, en la provincia de Álava.

## Descripción
El edificio se encuentra en el concejo español de Ondátegui, del municipio de Cigoitia, perteneciente a la provincia de Álava, en la comunidad autónoma del País Vasco. Se menciona como iglesia parroquial del lugar en el duodécimo volumen del Diccionario geográfico-estadístico-histórico de España y sus posesiones de Ultramar de Pascual Madoz, donde aparece descrita con las siguientes palabras: «igl. parr. dedicada á San Lorenzo; servida por dos beneficiados perpétuos, uno de los cuales con titulo de cura de provision del ordinario y aquellos de presentacion de cabildo; en esta igl. se reune el ayunt. general para celebrar sus funciones religiosas». En el tomo de la Geografía general del País Vasco-Navarro dedicado a Álava y escrito por Vicente Vera y López, se dice lo siguiente: «Su iglesia parroquial, dedicada á San Lorenzo, pertenece al arciprestazgo de Cigoitia y es de categoría rural de primera clase».